# Pongauer Taurachtal
Pongauer Taurachtal este o arie protejată (arie specială de conservare — SAC, sit de importanță comunitară — SCI) din Austria întinsă pe o suprafață de 19,72 ha, integral pe uscat.

## Localizare
Centrul sitului Pongauer Taurachtal este situat la coordonatele 47°17′18″N 13°30′16″E / 47.2882°N 13.5044°E.

## Înființare
Situl Pongauer Taurachtal a fost declarat sit de importanță comunitară în iunie 2015 pentru a proteja 1 specie de plante. Situl a fost protejat și ca arie specială de conservare în iunie 2021.

## Biodiversitate
Situată în ecoregiunea alpină, aria protejată conține 3 habitate naturale: Liziere de ierburi înalte hidrofile de câmpie și de nivel montan până la alpin, Păduri pe pante, grohotișuri și ravene de Tilio-Acerion, Păduri acidofile de Picea de la nivel montan la nivel alpin (Vaccinio-Piceetea).
La baza desemnării sitului se află o specie protejată de  plante: Tayloria rudolphiana.
Pe lângă speciile protejate, pe teritoriul sitului au mai fost identificate 1 specie de amfibieni.